# AE Aurigae
AE Aurigae è una stella fuggitiva della costellazione dell'Auriga. La sua luce illumina la Nebulosa IC 405, distante circa 1460 al dalla Terra.

## Caratteristiche
Si tratta di una stella di tipo O, una nana blu sulla sequenza principale con magnitudine apparente media di +5,99; è una stella variabile del tipo Orione, con fluttuazioni che oscillano tra +5,78 e +6,08.
Sembra sia stata espulsa, assieme a Mu Columbae e 53 Arietis, dalla regione della Nebulosa di Orione per instabilità dinamiche ancora non chiarite con certezza.
Nonostante la strabiliante temperatura superficiale di circa 36500 K, che la rende nettamente azzurra, a causa dell'estinzione dovuta alla polvere interstellare risulta al telescopio di colore bianco (indice di colore B-V = 0,22).